# Чала Ірина Трохимівна
Ірина Трохимівна Чала (1914, с. Сухинівка — 1997) — радянська господарська, державна і політична діячка, Герой Соціалістичної Праці.

## Біографія
Народилася в 1914 році в селі Сухинівка, нині Глушковського району Курської області. Член ВКП(б).
З 1930 року — на господарській, суспільній і політичній роботі. У 1930—1969 рр. — селянка, колгоспниця, доярка колгоспу імені XXII з'їзду КПРС Глушковського району.
Указом Президії Верховної Ради СРСР від 7 грудня 1957 року присвоєно звання Героя Соціалістичної Праці з врученням ордена Леніна і золотої медалі «Серп і Молот».
Обиралася депутатом Верховної Ради РРФСР 4-го скликання.
Померла в 1997 році.